# Río Murat

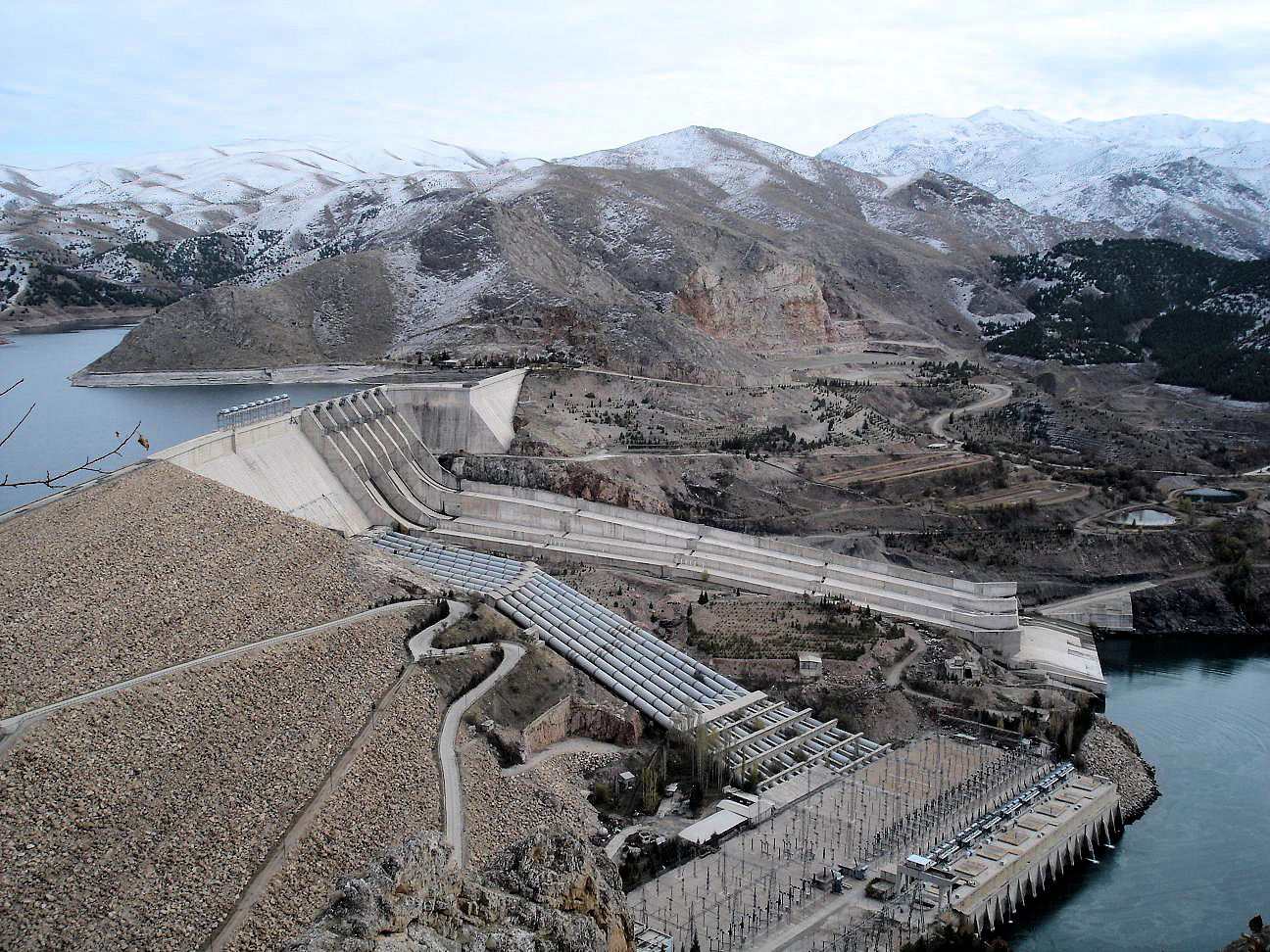
Presa de Keban, en la confluencia del Karasu y el Murat

El río Murat o Murat Su (en turco: Murat Nehri, o Murat Suyu o Murat Irmağı; en armenio: Արածանի), conocido en la antigüedad como Arsanias o Aratsani, es un largo río de Turquía, una de las dos fuentes —con el río Kara Su— que con su confluencia dan lugar al nacimiento del río Éufrates. Tiene una longitud de 720 km, aunque si se considera como la fuente más lejana del Éufrates —el río Karasu, aunque más corto, es considerado el verdadero Éufrates— el sistema fluvial Murat–Éufrates–Shatt al-Arab llega a los 3219 km (720+2289+200 km), convirtiéndose en uno de los 25 ríos más largos del mundo y de los 10 más largos de Asia.

## Geografía
El río Murat nace en Turquía oriental, en la parte meridional de la provincia de Agri, en los montes Ala Dağlar (o Aladag), cerca del monte Ararat y a menos de 30 km al norte del lago Van. El río discurre un corto tramo en dirección norte, hasta llegar a la pequeña ciudad de Diyadin (19 089 hab. en 2008), famosa por sus aguas minerales y termales. Luego el Murat vira hacia el oeste, pasando por la capital provincial, la pequeña ciudad de Karaköse (o Ağrı, que contaba con 79 764 hab. en 2000). Aquí el río emprende rumbo suroeste, atravesando las pequeñas localidades de Hamur (3307 hab. en 2008) y Tutak. Sigue después internándose por la parte nororiental de la provincia de Mus, en un corto tramo de dirección totalmente sur, donde recibe varios afluentes. Continua por las llanuras aluviales de la pequeña ciudad de Malazgirt (23 697 hab. en 2000), conocida porque en 1903 hubo en ella un terremoto de magnitud 7.0 que ocasionó más de 3.500 víctimas. Vira a continuación el Murat en ángulo recto hacia el oeste, atravesando la provincia de Mus de este a oeste, en un tramo montañoso en el que pasa por muchas pequeñas localidades, siendo la más destacada de ellas Muratgören.
Continua luego el Murat por la parte meridional de la provincia de Bingöl, pasando por las pequeñas localidades de Asmakaya, Oymapinar, Bozkanat, Garip y Genc (23 697 hab. en 2008), donde recibe, por la derecha y llegando del norte, al río Gayt (Gayt Çayı), un río que baña la capital Bingöl (86 511 hab. en 2007), una pequeña ciudad situada a menos de 15 km del Murat y que se está convirtiendo en un reciente y popular destino turístico. Sigue el Murat por Tarlabasi y abandona la provincia para adentrarse, por la parte oriental, en la provincia de Elazığ. Tras pasar por las pequeñas ciudades de Palu (9069 hab. en 2008) y Kovancilar (19 411 hab. en 2008), alcanza la cola del gran embalse de la presa de Keban, uno de los mayores embalses de Turquía. A principios del lago, las aguas del Murat pasan a tan sólo 7,5 km de las aguas del lago Hazar, que se considera habitualmente como la fuente del río Tigris, unas aguas que volverán a reunirse tras recorrer 2350 km y 1950 km respectivamente.
Da inicio entonces el último tramo del río, todo él represado, de más de 100 km de longitud: primero el embalse se ensancha formando un amplio lago artificial, de unos 20 km de longitud por 6−8 km de anchura, en una zona en que el valle se ensancha y la que está la importante capital provincial de Elazığ (319 381 hab. en 2007), a unos 12 km al oeste del embalse. Sin embargo el río, y el embalse, salen por un angosto valle en dirección norte, internándose por una zona de valles más angostos y tortuosos. Recibe por la derecha y llegando del este, al río Peri (Peri Çayı o Peri Suyu Çayı) y eso da inicio a un tramo en el que el antiguo curso del río era, y ahora lo es el embalse, la frontera provincial entre las provincia de Elazığ, al sur, y la provincia de Tunceli, al norte. En las riberas del lago están las pequeñas localidades de Adedi, Meselilköy, Miyadin, Zarato, Dambüyük y Fatmali (en el lado provincial de Elazığ) y Mengücek (en el de Tunceli).
Al final del embalse, y ya próximo a la presa, se le une el río Karasu, la otra fuente del Éufrates, que le aborda por la derecha, en un tramo de valle también largamente embalsado.